# Gariep
Gariep (officieel Gariep Local Municipality) is een voormalig gemeente aan de Oranjerivier in het Joe Gqabi District Municipality von Zuid-Afrika. De naam Gariep is de oude inheemse naam voor de Oranjerivier die ook wel Grootrivier genoemd wordt.
Gariep ligt in de provincie Oost-Kaap en telt 33.677 inwoners. Het bestuur van de gemeente zetelt in Burgersdorp.

## Hoofdplaatsen
Het nationaal instituut voor de statistiek, Stats SA, deelt sinds de census 2011 deze gemeente in in 9 zogenaamde hoofdplaatsen (main place):
Burgersdorp • Gariep NU • Khayamnandi • Mzamomhle • Nozizwe • Oviston • Steynsburg • Tembisa • Venterstad.